# Valfitz
Valfitz ist ein Ortsteil der Gemeinde Kuhfelde der Verbandsgemeinde Beetzendorf-Diesdorf im Altmarkkreis Salzwedel in Sachsen-Anhalt.

## Geographie
Valfitz, ein Straßendorf mit Kirche, liegt zwei Kilometer südlich von Kuhfelde und 11 Kilometer südlich der Kreisstadt Salzwedel in der Altmark. Im Westen fließen die Schleege und die Jeetze.

## Geschichte

### Mittelalter bis Neuzeit
Im Jahre 1290 wurde Volmarus de Velevisz erwähnt. Valfitz wurde im Jahre 1318 erstmals als Velevitze oder Veleuitze genannt. Im Jahre 1320 war Joannes Veleuitz ein Ratsherr der Neustadt Salzwedel.
Im Landbuch der Mark Brandenburg von 1375 wird das Dorf in den drei Schreibweisen Velvitze, Velsithe und Velfische  aufgeführt. Es gehörte dem Kloster Dambeck. Im Jahre 1801 wurde das Dorf Valwitz genannt.
Der Wohnplatz Große Mühle mit einer Wassermahlmühle liegt 1,5 Kilometer nordöstlich des Dorfes an der Jeetze und wurde schon 1801 genannt. Die Mühle wurde in den Jahren 1864 Großemühle, 1868 Grossemühle und 1871 Grossmühle genannt und steht heute unter Denkmalschutz.
Der Historiker Peter P. Rohrlach weist darauf hin, dass die von Hermes und Weigelt genannte Schenkung des Ortes im Jahre 1261 von der Gräfin Oda von Dannenberg an das Kloster Dambeck nicht zu belegen ist.
Im Jahre 1953 wurde die erste Landwirtschaftliche Produktionsgenossenschaft vom Typ III, die LPG „Neues Leben“ Valfitz-Schieben, gegründet. Sie wurde 1955 an die LPG „Glückliche Zukunft“ in Altensalzwedel angeschlossen.

### Herkunft des Ortsnamens
Heinrich Sültmann übersetzt den Namen zu „Großdorf“. Er leitet ihn ab ausgehend von 1318 veleuitze, 1319 valuize, 1375 velfitze aus den slawischen Worten „vitz, viz, feizen“ für „Dorf“ und „velij, vel“ für „groß“.
Aleksander Brückner erkennt im Namen das altslawische Wort „velij“ für „groß“.

### Eingemeindungen
Valfitz gehörte ursprünglich zum Salzwedelischen Kreis der Mark Brandenburg in der Altmark. Von 1807 bis 1813 lag es im Kanton Beetzendorf auf dem Territorium des napoleonischen Königreichs Westphalen. Nach weiteren Änderungen kam es 1816 in den Kreis Salzwedel, den späteren Landkreis Salzwedel im Regierungsbezirk Magdeburg in der Provinz Sachsen in Preußen.
Am 20. Juli 1950 wurde die Gemeinde Schieben aus dem gleichen Landkreis in die Gemeinde Valfitz eingemeindet. Am 25. Juli 1952 wurde die Gemeinde Valfitz aus dem Landkreis Salzwedel in den Kreis Salzwedel umgegliedert. Am 1. Juli 1994 kam Valfitz zum Altmarkkreis Salzwedel.
Durch einen Gebietsänderungsvertrag haben die Gemeinderäte der Gemeinden Kuhfelde, Siedenlangenbeck, Valfitz und Püggen beschlossen, dass ihre Gemeinden aufgelöst und zu einer neuen Gemeinde mit dem Namen Kuhfelde vereinigt werden. Dieser Vertrag wurde vom Landkreis als unterer Kommunalaufsichtsbehörde genehmigt und trat am 1. Juli 2009 in Kraft. Die Gemeinde Valfitz gehörte zur Verwaltungsgemeinschaft Salzwedel-Land.
Die Ortsteile Valfitz und Schieben gehören nun seit dem 1. Juli 2009 zur Gemeinde Kuhfelde.

### Einwohnerentwicklung
| Jahr | Einwohner |
| ---- | --------- |
| 1734 | 086       |
| 1774 | 100       |
| 1789 | 096       |
| 1798 | 089       |
| 1801 | 089       |
| 1818 | 098       |

| Jahr | Einwohner |
| ---- | --------- |
| 1840 | 148       |
| 1864 | 201       |
| 1871 | 185       |
| 1885 | 179       |
| 1892 | [00]171   |
| 1895 | 168       |

| Jahr | Einwohner |
| ---- | --------- |
| 1900 | [00]171   |
| 1905 | 182       |
| 1910 | [00]195   |
| 1925 | 202       |
| 1939 | 183       |
| 1946 | 324       |

| Jahr | Einwohner |
| ---- | --------- |
| 1964 | 269       |
| 1971 | 267       |
| 1981 | 220       |
| 1993 | 192       |
| 2006 | 151       |
| 2007 | 153       |

| Jahr | Einwohner |
| ---- | --------- |
| 2015 | [00]096   |
| 2018 | [00]093   |
| 2020 | [00]102   |
| 2021 | [00]099   |
| 2022 | [00]103   |
| 2023 | [0]102    |

Quelle, wenn nicht angegeben, bis 2006:

## Religion
Die evangelischen Christen aus Valfitz gehören zur evangelischen Kirchengemeinde Kuhfelde, die früher zur Pfarrei Kuhfelde gehörte. Heute gehört die Kirchengemeinde zum Kirchspiel Kuhfelde im Pfarrbereich Salzwedel, St. Katharinen des Kirchenkreises Salzwedel im Bischofssprengel Magdeburg der Evangelischen Kirche in Mitteldeutschland.
Die katholischen Christen gehören zur Pfarrei St. Laurentius in Salzwedel im Dekanat Stendal im Bistum Magdeburg.

## Politik

### Bürgermeister
Der letzte Bürgermeister der Gemeinde war Wolfgerd Behrends von der CDU.

## Kultur und Sehenswürdigkeiten
- Die evangelische Dorfkirche Valfitz wurde im Jahre 1911 als Feldsteinbau anstelle des mittelalterlichen Vorgängers errichtet.[22] Sie ist eine Filialkirche der Kirche in Kuhfelde.[23]
- Der Friedhof liegt im Norden des Dorfes.

## Vereine
- Förderverein der Freiwilligen Feuerwehren Kuhfelde-Siedenlangenbeck-Valfitz e.V.

## Wirtschaft
- Biohof mit Ackerbau und Damwildgehege
- Agrargesellschaft Gischau mit Rinderhaltung

## Verkehr
Durch das Dorf führt die Kreisstraße 1402 weiter über die K 1382 besteht Anschluss zur B 248.